# 아그파 옵티마 1535 센서

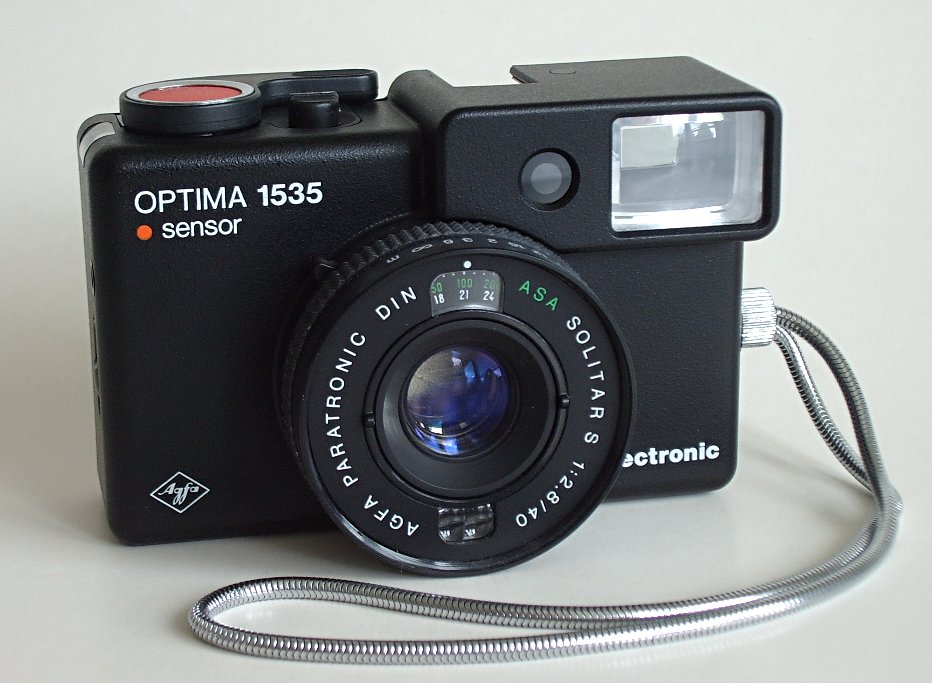
아그파 옵티마 1535 센서 카메라

아그파 옵티마 1535 센서(Agfa Optima 1535 Sensor)는 1977년 독일 아그파 게바트에서 만든 35mm짜리 거리계 카메라이다. 이 카메라의 특징은 필름 전진 레버가 또한 필름 후진 레버라는 것이다. 셔터 속도는 15초에서 1/1000초이며, 라이트 메터에 의해 전자적으로 제어된다. 전형적인 옵타마의 큰 파인더이며, 이중합치식이다.

## 스펙
- 렌즈: 아그파 솔리타르 S f2,8/40, 4 Lens in 3 groups
- 포커스: 0.9 m ~ 무한대
- 셔터 속도: 15 ~ 1/1000 자동
- 조리개: 2.8 - 22 자동
- 노출 모드: 셔터 우선 자동
- 필터 사이즈: 49mm
- 필름 타입: 135 필름
- 필름 속도 스케일: ASA 25 - 500
- 배터리: 3개의 P625U
- 크기: 104 x 69 x 56 mm
- 무게: 260 그램
- 셀프 타이머: 없음